# Sumbergondo (Bumiaji)
Sumbergondo is een bestuurslaag in het regentschap Batu van de provincie Oost-Java, Indonesië. Sumbergondo telt 3741 inwoners (volkstelling 2010).